# Alexander Du Toit
Alexander Logie Du Toit (* 14. März 1878 in Rondebosch, heute Kapstadt; † 25. Februar 1948 in Kapstadt) war ein südafrikanischer Geologe. Als einer der wenigen Wissenschaftler in der ersten Hälfte des 20. Jahrhunderts unterstützte er die von Alfred Wegener aufgestellte Theorie der Kontinentaldrift.
Du Toit studierte an der Universität Kapstadt (University of the Cape of Good Hope) und am Royal Technical College in Glasgow, wo er 1899 seinen Abschluss als Bergbauingenieur machte. Danach studierte er kurz Geologie am Royal College of Science and Royal School of Mines in London und kehrte dann als Dozent nach Glasgow zurück, wo er an der Universität und am Royal Technical College Geodäsie, Bergbau und Geologie unterrichtete. 1903 wurde er Geologe am Geologischen Dienst in Kapstadt, wobei er große Teile der Kapprovinz geologisch kartierte. 1920 wurde er Hydrogeologe am Union Irrigation Department und 1927 Chief Consulting Geologist bei De Beers. 1941 ging er dort in den Ruhestand.
Seine Arbeit für die Geological Commission of the Cape of Good Hope und sein 1937 veröffentlichtes Buch Our Wandering continents trugen wesentlich dazu bei, dass das Konzept der "wandernden Kontinente" von Alfred Wegener zunehmend Akzeptanz fand, bis die Plattentektonik im Laufe der 1960er Jahre zur allgemein anerkannten Theorie der Vorgänge in der Erdkruste wurde. Dazu untersuchte er neben der Geologie von Südafrika auch ab 1923 mit Unterstützung der Carnegie Foundation in Washington, D.C. die Geologie Südamerikas in Argentinien, Paraguay und Brasilien.
1943 wurde er zum Mitglied (Fellow) der Royal Society gewählt. 
Nach ihm wurde auf dem Mars ein Krater benannt. Zudem ist er Namensgeber für die Du Toit Mountains im Palmerland und die Du-Toit-Nunatakker im Coatsland, beiderseits Gebirge in Antarktika.

## Ausgewählte Werke
- The Geology of South Africa, Edinburgh 1926 (mehrere Nachauflagen)
- Robert Broom commemorative volume (special publication of the Royal Society of South Africa). Cape Town, Royal Society of South Africa, 1948 (hier als Herausgeber)
- Geological map of southern Africa (1:5.000.000). Edinburgh, Verlag J. Bartholomew 1950 (Revisionen von Sidney Henry Haughton)
- Our wandering continents: an hypothesis of continental drifting, Hafner Publ., 1937